# Вентиляційно-перфузійне сканування
Вентиляційно-перфузійне сканування легень (вентиляційно-перфузійна сцинтиграфія, V/Q-сканування) — це вид медичного візуалізаційного дослідження, в якому сцинтиграфія та медичні ізотопи використовуються для оцінки циркуляції повітря та крові в легенях пацієнта з метою визначення співвідношення вентиляції/перфузії. Вентиляційна частина дослідження визначає спроможність повітря досягати всіх частин легень, а перфузійна частина дослідження оцінює, наскільки добре кров циркулює по судинам легень. В фізіології літера Q використовується для позначення кровотоку, а літера V — для позначення вентиляції, тому використовується термін «V/Q-сканування».